# Irssi
Irssi はインターネット上でチャットを行うためのコンピュータ・ソフトウェアの1つである。リレー方式でチャットを行うInternet Relay Chat(IRC) のGNU General Public Licenseによるクライアントであり、Timo Sirainen が開発し、1999年1月にリリースされた。

## 実装・設定
C言語で書かれており、通常の操作にはテキストモードを使用する。Unix系のオペレーティングシステムで動作することを第一に書かれたが、Cygwinを使えば Microsoft Windows 上でも動作する。Windows上で直接コンパイルして実行することも可能だが、多くの便利な機能を使えるようにするにはさらに手間がかかる。
Mac OS X用バージョンも存在し、テキストモード版ではFinkやMacPortsを使い、ネイティブのグラフィカル版は"MacIrssi"と呼ばれ、他に"IrssiX"と呼ばれる別のグラフィカル版もある。かつては Cocoa を使った"Colloquy"もIrssiのIRCコアを使っていたが、今では別のIRCコア実装を使っている。
テキストモードのIRCクライアントは ircII のコードを元にしていることが多いが、Irssi は最初から独自に書かれている。そのためセキュリティやカスタマイゼーションといった問題への対処が素早い。見た目や操作法をカスタマイズする様々なモジュールやPerlのスクリプトが利用可能である。プラグインを導入することでSILC(Secure Internet Live Conferencing) やICB(Internet Citizen's Band) といったプロトコルにも対応できる。
Irrsiの設定はユーザインタフェースからでも、設定ファイルを直接編集しても行える。設定ファイルの文法はPerlのデータ構造に似ている。

### 公式サイト
- 公式ウェブサイト
- "Irssi". Freecode.
- MacIrssi
- Irssix
- #irssi接続 on freenode

### バイナリ
- Cygwin/Windows binaries of Irssi 0.8.12 and 0.8.11

### プラグイン
- SILC encryption plugin
- FiSH encryption plugin
- ICQ plugin sourcecode
- Jabber/Xmpp plugin

### その他
- Unofficial Irssi Documentation and Resources
- Compromise of hosting site of irssi IRC chat client could cause installation of a backdoor when downloaded かつて仕掛けられたことのあるバックドアについて
- Guide to using Screen and Irssi